# Euspira montagui
Euspira montagui är en snäckart som först beskrevs av Forbes 1838.  Euspira montagui ingår i släktet Euspira och familjen borrsnäckor. Inga underarter finns listade i Catalogue of Life.

## Bildgalleri

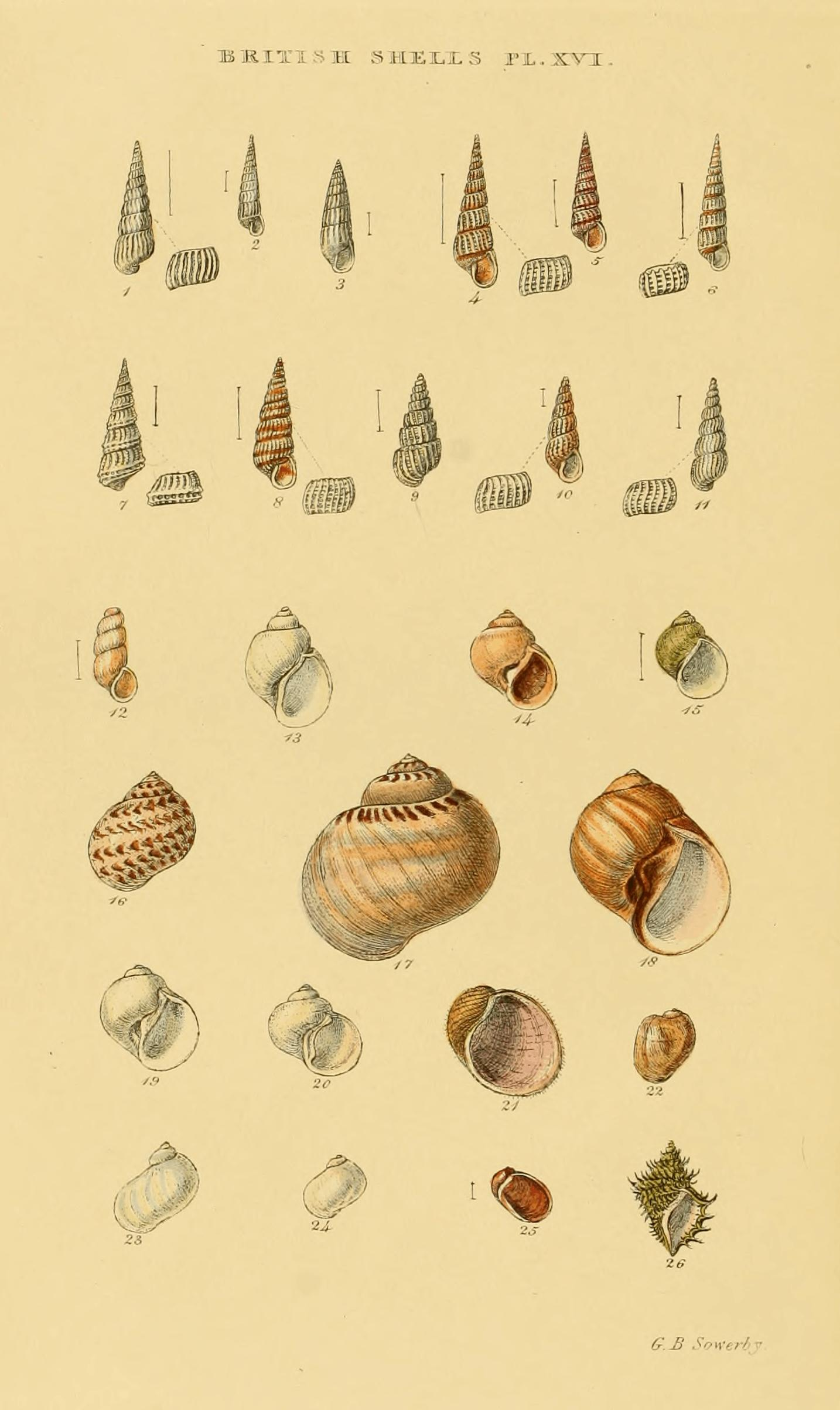